# Центральный рынок (Будапешт)
Центральный рынок (венг. Központi Vásárcsarnok) — главный, самый старый и самый большой крытый рынок Будапешта, построен в 1897 году. Памятник архитектуры. С момента возведения и вплоть до настоящего времени используется по назначению, для рыночной торговли.

## Здание

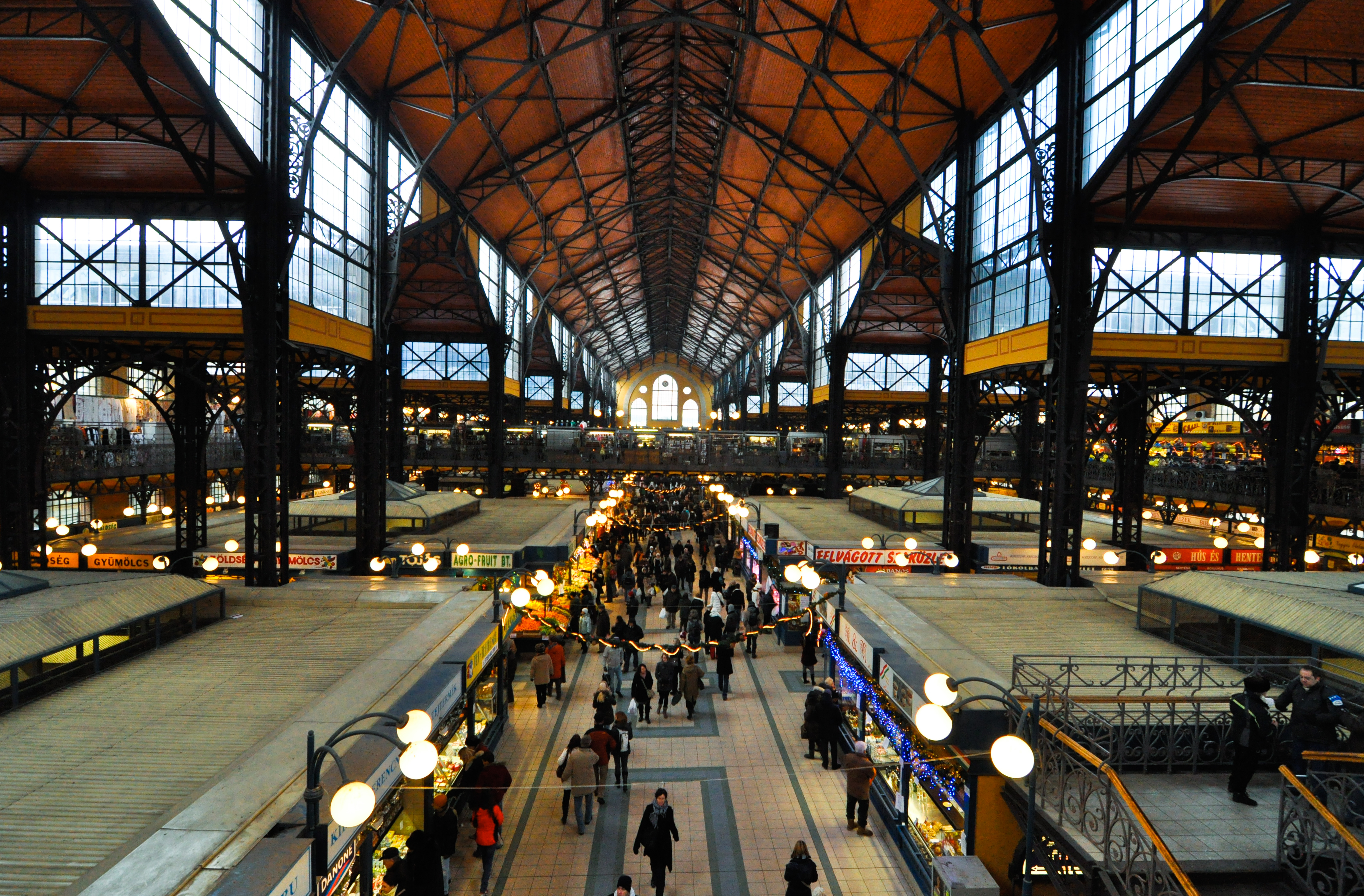
Интерьер рынка

Здание Центрального рынка расположено в Ференцвароше на Таможенном бульваре (Vámház körút), который является частью полукольца Малых бульваров (Kiskörút). Рядом со зданием находится Мост Свободы. У центрального рынка заканчивается улица Ваци, главная туристическая и торговая улица Пешта.
Здание двухэтажное, но есть ещё и подземный этаж, ранее там находились холодильники для скоропортящихся продуктов. В архитектуре присутствуют элементы неоготики, а крыша рынка выложена разноцветной черепицей знаменитой фабрики Жолнаи. Общая площадь торговых площадей — более 10 000 м ².
Спектр товаров, продаваемых на рынке, весьма широк: от продуктов питания до изделий народного промысла и сувениров. В здании Центрального рынка также работают предприятия общественного питания.

## История
Автором идеи строительства большого крытого рынка в Пеште был первый мэр Будапешта Карл Камермайер. Торжественное открытие Центрального рынка, построенного в Будапеште в романтическом стиле XIX века по проекту архитектора Саму Печа, состоялось вечером 15 февраля 1897 года. Первой знаменитостью, посетившей Центральный рынок, стал в мае 1897 года император Австро-Венгрии Франц Иосиф I, вслед за ним Центральный рынок в Будапеште в сентября того же года посетил кайзер Германии Вильгельм II. Во время Второй мировой войны здание было повреждено, после окончания войны реконструировано. Ещё одна реставрация прошла в 1990-х годах. В 1989 году Центральный рынок Будапешта принимал премьер-министра Великобритании Маргарет Тэтчер, в 1990 году рынок осмотрела принцесса Уэльская Диана.